# Jeremy Taylor
Jeremy Taylor (ur. 15 sierpnia 1613 w Cambridge, zm. 13 sierpnia 1667 w Lisburn) – angielski duchowny anglikański i pisarz religijny.
W latach 1626–34 studiował w Gonville and Caius College na Uniwersytecie Cambridge. W roku 1635 został członkiem All Souls College na Uniwersytecie Oksfordzkim. Pełnił funkcję kapelana królewskiego oraz kapelana arcybiskupa Williama Lauda. W roku 1645, podczas wojny domowej, trafił na pewien czas do niewoli po zdobyciu przez stronników parlamentu zamku w Cardigan. W latach 1661–67 pełnił funkcję biskupa Down i Connor oraz biskupa Dromore .
Był twórcą dzieł, które charakteryzują się prostotą języka i bogactwem obrazowania. Udzielał w nich porad i wskazówek dotyczących życia religijnego, wykazując jednocześnie zrozumienie dla ludzkich słabości oraz tolerancję dla innych poglądów, jeżeli nie stały w sprzeczności z podstawowymi zasadami chrześcijaństwa.

## Twórczość wybrana
- The Rule and Exercises Holy Living (1650)
- The Rule and Exercises Holy Dying (1651)
- Eniauos (zbiór kazań, 1653)
- The Golden Grove (zbiór modlitw, 1655)